# Peter von Winter
Pour les articles homonymes, voir Winter.
Peter von Winter (baptisé le 28 août 1754 à Mannheim, décédé à Munich le 17 octobre 1825) est un compositeur bavarois d'opéra qui a suivi Mozart et précédé Weber, agissant comme un pont entre les deux dans le développement de l'opéra allemand.

## Biographie
Winter est né à Mannheim. Enfant prodige du violon, il a joué dans l'orchestre de la cour de Mannheim dès l'âge de dix ans. Il a étudié avec Antonio Salieri à Vienne. S'installant à Munich en 1778, il est devenu directeur du théâtre de la cour où il a commencé à écrire des œuvres de théâtre, d'abord des ballets et des mélodrames. Il est devenu vice-maître de chapelle à Munich en 1787 et maître de chapelle en 1798. un titre qu'il a gardé le reste de sa vie.
Sur plus de trente opéras écrits par Winter entre 1778 et 1820, très peu ont été des insuccès. Son œuvre la plus populaire, Das unterbrochene Opferfest, a été produite en 1796 à Vienne, où, en 1797-1798, il compose Die Pyramiden von Babylone et Das Labyrinth oder Der Kampf mit den Elementen, tous les deux écrits pour lui par Emanuel Schikaneder, comme une suite de La Flûte enchantée de Mozart. Il est retourné à Munich en 1798. Cinq ans plus tard, il s'est rendu à Londres, où il a produit La Grotta di Calipso en 1803, Il ratto di Proserpine en 1804 (tous les deux sur des livrets de Lorenzo da Ponte), et Zaira en 1805, avec un grand succès.
Maometto (1817) est sans doute son opéra le plus célèbre, encore joué de nos jours et dont il existe un excellent enregistrement. Son dernier opéra, Der Sänger und der Schneider, a été produit en 1820 à Munich, ville où il est mort. En 1814, la cour lui décerne un titre de noblesse pour ses longues années de service.
Outre ses œuvres dramatiques, il a composé des concertos pour vent et orchestre et de la musique sacrée (dont 26 messes), 4 symphonies, un concerto pour violon, un concerto pour flûte.
Il est inhumé dans l'Ancien cimetière du Sud de Munich.

## Œuvres

### Opéras
- Cora und Alonzo (mélodrame, livret de J. M. de Babo, 1778, Munich)
- Lenardo und Blandine (mélodrame, livret de J. F. de Göz, d'après Gottfried August Bürger, 1779, Munich)
- Reinhold und Armida (Renaud et Armide, mélodrame, livret de J. M. de Babo, basé sur la Gerusalemme liberata (La Jérusalem délivrée) de Torquato Tasso, 1780, Munich)
- Helena und Paris (« Hélène et Pâris », livret de K. J. Förg, d'après Ranieri de' Calzabigi, Munich, 5 février 1782)
- Der Bettelstudent oder das Donnerwetter (« L'étudiant pauvre et l'orage », Singspiel, livret de Paul Weidmann (de), d'après La cueva de Salamanca de Miguel de Cervantes, Munich, 2 février 1785)
- Bellerophon (Ernsthaftes Singspiel, « Singspiel sérieux », livret de Johann Friedrich Binder de Krieglstein, 1785, Munich)
- Circe (Opera seria, livret de D. Perelli), non représenté
- Medea und Jason (mélodrame, livret d'A. C. de Törring-Seefeld, 1789, Munich)
- Psyche (Heroisches Singspiel, livret de Karl Friedrich Müchler (de), 1790, Munich)
- Jery und Bäteli (Singspiel, livret de Johann Wolfgang von Goethe, 1790, Munich)
- Das Lindenfest, oder Das Fest der Freundschaft (« La Fête du Tilleul, ou la Fête de l'amitié », opérette), non représenté
- Scherz, List und Rache (« Plaisanterie, ruse et vengeance », Scapin und Scapine) (Singspiel, livret de Johann Wolfgang von Goethe, 1790, Munich)
- Catone in Utica (Dramma per musica, livret de Pietro Metastasio, Venise, 1791)
- Antigona (Opera seria, livret de Marco Coltellini, 1791, Naples)
- Il sacrificio di Creta, ossia Arianna e Teseo (« Le Sacrifice de Crète, ou Ariane et Thésée », Dramma per musica, livret de Pietro Pariati, Venise, 1792)
- I fratelli rivali (« Les frères rivaux », Dramma giocoso, livret de M. Botturini, 1793, Venise)
- Belisa, ossia la fedeltà riconosciuta (« Bélise, ou La Fidélité reconnue », Dramma tragicomico, livret d'A. Pepoli, 1794, Venise)
- Die Thomasnacht (opéra comique, 1795, Bayreuth)
- Ogus, ossia Il trionfo del bel sesso (« Ogus, ou Le Triomphe du beau sexe », Dramma giocoso, livret de Giovanni Bertati, Prague, 1795)
- I due vedovi (« Les deux veufs », livret de Giovanni de Gamerra, 1796, Vienne)
- Das unterbrochene Opferfest (Il sacrifizio interrotto; Le sacrifice interrompu; The Oracle, or The Interrupted Sacrifice) (opéra héroïco-comique, livret de Franz Xaver Huber, Vienne, 14 juin 1796)
- Babylons Pyramiden (opéra héroïco-comique, livret d'Emanuel Schikaneder, Vienne, 25 octobre 1797)
- Pigmalione (Pygmalion, Dramma semiserio, 1797, Munich)
- Das Labyrinth oder Der Kampf mit den Elementen. Der Zauberflöte zweyter Theil (« Le Labyrinthe, ou Le Combat contre les éléments. Deuxième partie de La Flûte enchantée », opéra héroï-comique, livret d'Emanuel Schikaneder, Theater auf der Wieden, Vienne, 12 juin 1798)
- Der Sturm (Große Oper, « La Tempête », grand opéra, livret de F. X. Kaspar, d'après The Tempest de William Shakespeare, 1798, Munich)
- Marie von Montalban (Singspiel, livret de Karl Reger, d'après Johann Nepomuk Komarek, Munich, 28 janvier 1800)
- Tamerlan (livret d'E. Morel de Chédeville, basé sur L'orphelin de la Chine de Voltaire, Paris, 14 septembre 1802)
- La grotta di Calipso (« La Grotte de Calypso », Opera seria, livret de Lorenzo da Ponte, Londres, 3 mai 1803)
- Il trionfo dell'amor fraterno (« Le Triomphe de l'Amour fraternel », Opera seria, livret de Lorenzo da Ponte, Londres, 22 mars 1804)
- Il ratto di Proserpina (« L'Enlèvement de Proserpine », Opera seria, livret de Lorenzo da Ponte, Londres, 3 mai 1804)
- Zaira (Zaïre, livret de Lorenzo da Ponte, d'après Voltaire, Londres, 29 janvier 1805)
- Der Frauenbund (« La Ligue des Femmes », opéra-comique, livret de J. M. de Babo, 1805, Munich)
- Castore e Poluce, (« Castor et Pollux »), opéra héroïque en 3 actes, livret de Lorenzo Da Ponte (1806)
- Die beiden Blinden (« Les deux Aveugles », Singspiel, livret de Franz Ignaz von Holbein (de), 1810, Munich)
- Salomons Urtheil (« Le Jugement de Salomon », 1808, Munich)
- Colmal (Heroische Oper, livret de Matthäus von Collin (de), d'après Ossian, Munich, 15 septembre 1809)
- Maometto (Tragedia, livret: Felice Romani, d'après Voltaire, la Scala de Milan, 28 janvier 1817)
- I due Valdomiri (Opera seria, livret de Felice Romani, Milan, 26 décembre 1817)
- Etelinda (Opera semi-seria, livret de Giuseppe Rossi, Milan, 23 mars 1818)
- Der Sänger und der Schneider (« Le Chanteur et le Tailleur », Singspiel, livret de Friedrich de Drieberg, 1820, Munich)

### Musique symphonique
- Symphonies : 
  - nº 1 ré majeur ;
  - nº 2 fa majeur ;
  - nº 3 en si bémol majeur (publiée en 1795) ;
  - n° 4 : Sinfonia en ré majeur « Schweriner » (« de Schwerin », non datée)
- Concerto pour clarinette et orchestre en mi bémol majeur (avant 1793)
- Concerto pour hautbois et orchestre fa majeur (1811)
- Concerto pour basson et orchestre
- Ouverture à grand orchestre en ut mineur op. 24 (1817)
- Six Entr'Actes (1807-1811)

### Ballets
Tous représentés à Munich
- Pyramus und Tisbe (« Pyrame et Thisbé », 1779)
- La mort d'Hector (1779)
- Die Liebe Heinrichs IV. und der Gabriele oder Die Belagerung von Paris (« Les Amours d'Henri IV et de Gabrielle, ou Le Siège de Paris », 1779)
- Der französische Lustgarten (« Le jardin d'agrément à la française », 1779)
- Baierische Lustbarkeiten oder Die Heirat durch Gelegenheit (« Divertissements bavarois, ou Le Mariage par opportunité », 1779)
- Ines de Castro (1780)
- Vologesus (Il trionfo della verità) (1786)
- La mort d'Orphée et d'Euridice (1792)

### Musique sacrée
- Missa brevis (« Messe brève »)
- Missa solemnis (« Messe solennelle »)
- Missa (« Messe », 1799)
- Pastoralmesse (1805)
- Requiem pour Joseph II pour 4 voix et orchestre (1790)
- Missa di Requiem per 4 voci ed orchestra
- Diversi salmi per voci soliste, coro ed orchestra (« Psaumes divers pour voix solistes, chœur et orchestre »)
- 2 Te Deum
- Stabat Mater
- Nombreuses messes

## Discographie sélective
- Le label CPO, en collaboration avec BR Klassik, a enregistré ses première et quatrième symphonies, ainsi que son ouverture pour grand orchestre et trois de ses entractes, avec le Müncher Rundfunkorchester dirigé par Johannes Moesus.
- Concertos for clarinet, bassoon and orchestra, œuvres de Johann Friedrich Schubert et Peter von Winter, par Dieter Klöcker (clarinette) et Karl-Otto Hartmann (basson), avec le Suk Chamber Orchestra Prague, dir. Petr Škvor (MDG Gold 301 0527-2, 1990)
- Mannheimer Schule Vol.4, Kurpfälzisches Kammerorchester, dir. Jiří Malát (label Arte Nova, référence 74321 37298 2, 1996)[4]